# Splž
Splž je malá vesnice, část města Strážov v okrese Klatovy v Plzeňském kraji. Nachází se asi dva kilometry jižně od Strážova. Splž leží v katastrálním území Krotějov o výměře 5,48 km².

## Historie
První písemná zmínka o vesnici pochází z roku 1379.

## Obyvatelstvo
| Rok            | 1869 | 1880 | 1890 | 1900 | 1910 | 1921 | 1930 | 1950 | 1961 | 1970 | 1980 | 1991 | 2001 | 2011 | 2021 |
| -------------- | ---- | ---- | ---- | ---- | ---- | ---- | ---- | ---- | ---- | ---- | ---- | ---- | ---- | ---- | ---- |
| Počet obyvatel | 154  | 161  | 144  | 121  | 151  | 159  | 130  | 68   | 54   | 42   | 41   | 27   | 17   | 13   | 15   |
| Počet domů     | 26   | 26   | 26   | 26   | 27   | 25   | 27   | 22   | 22   | 16   | 14   | 21   | 23   | 25   | 27   |

## Obecní správa
Při sčítání lidu v letech 1850–1879 Splž byla osadou obce Děpoltice v okrese Klatovy. V letech 1880–1963 byla osadou obce Krotějov v okrese Klatovy. Od roku 1964 je částí města Strážov v okrese Klatovy.

## Pamětihodnosti
- Venkovská usedlost čp. 1
- Venkovský dům č.p.6 - kulturní památka od roku 2021

## Další fotografie

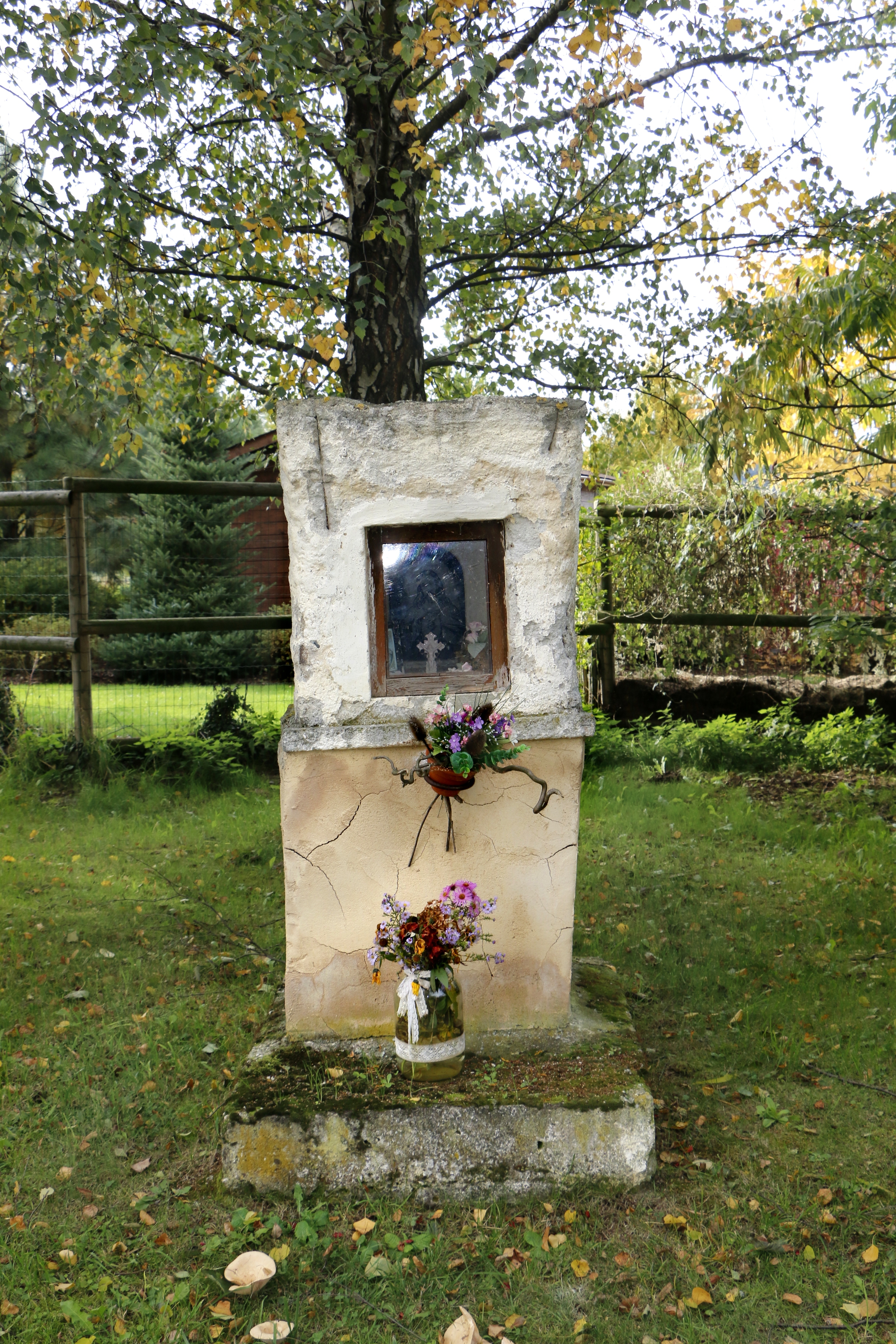
Boží muka na návsi
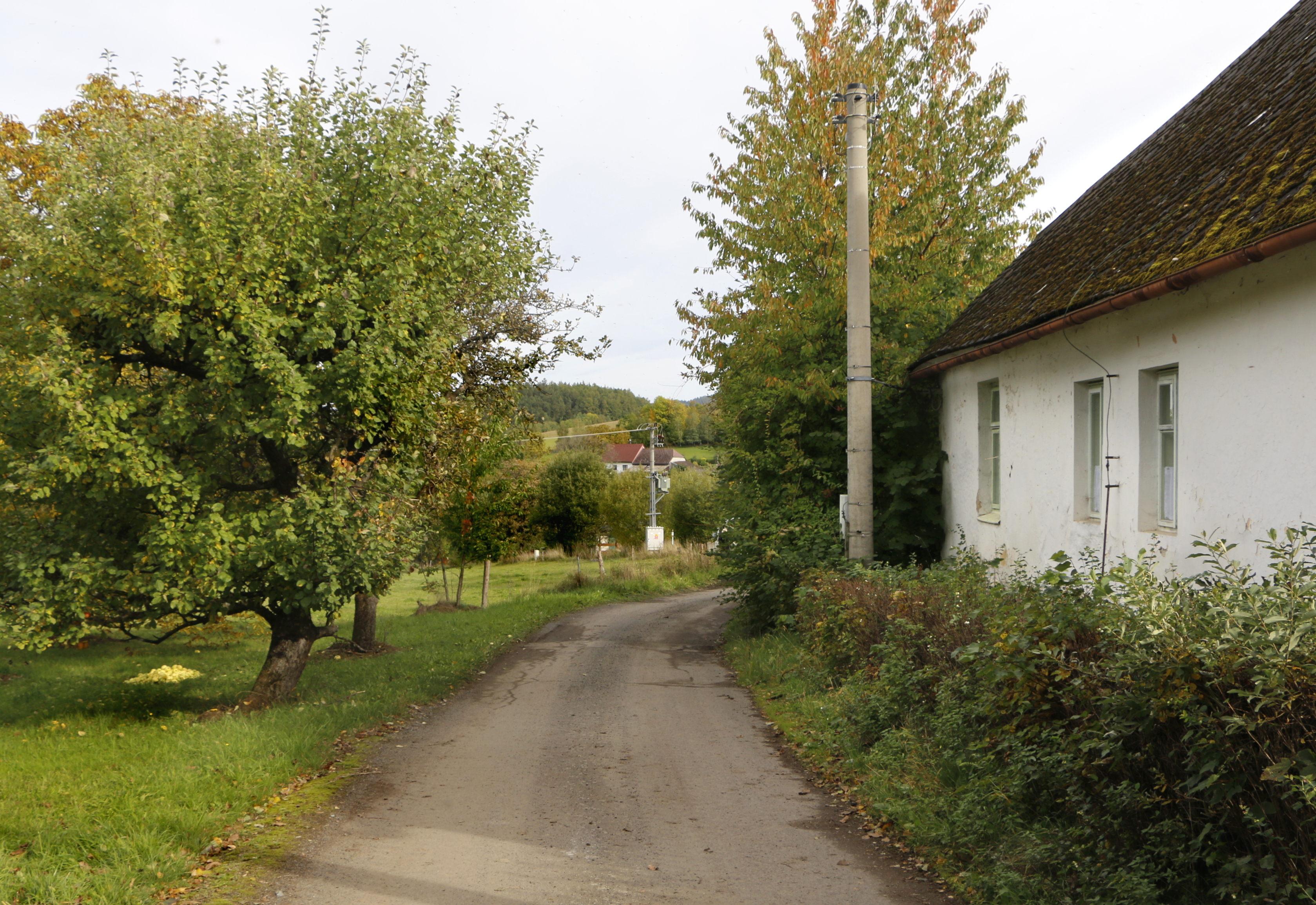
Cesta k Hájku
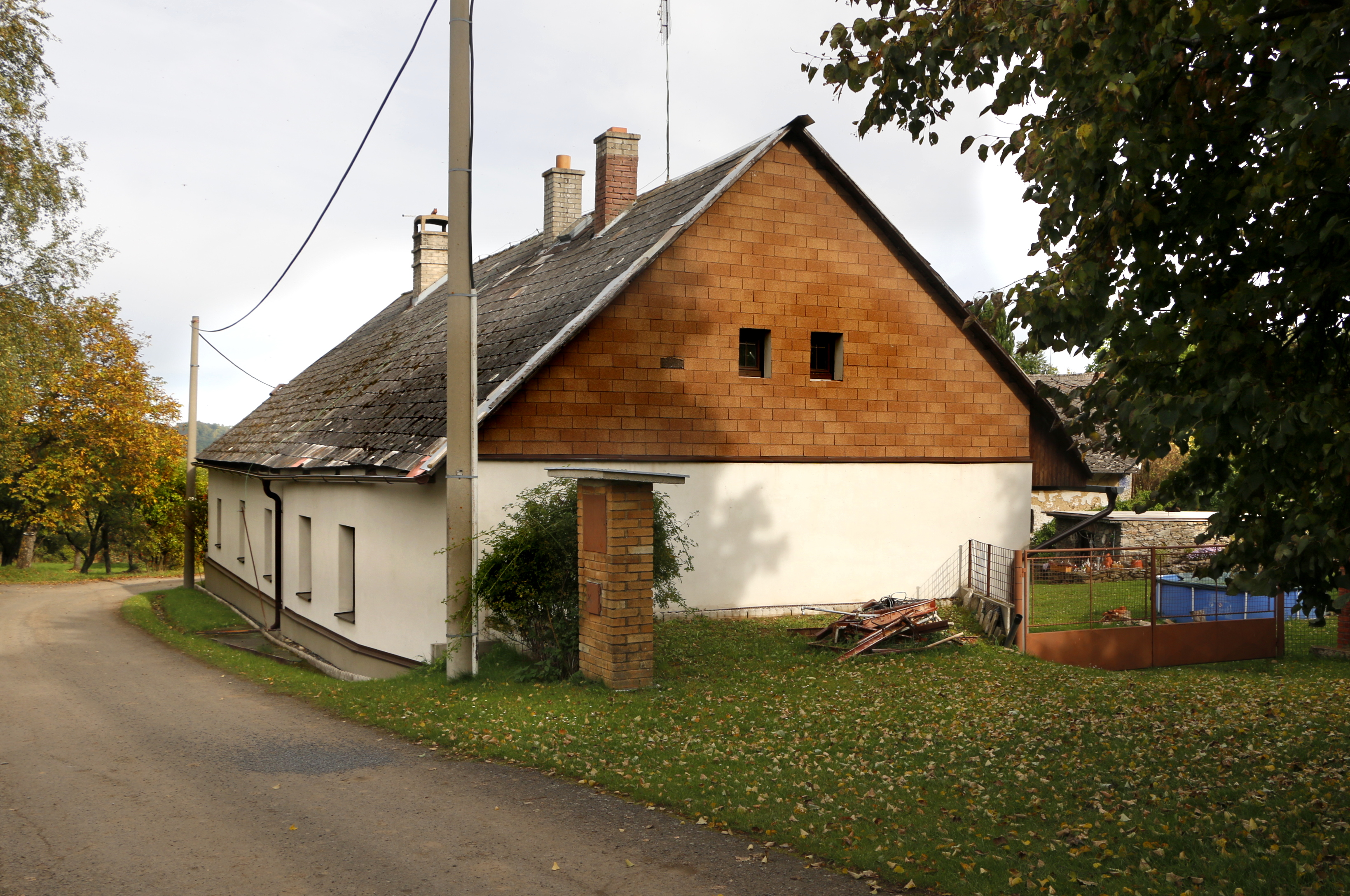
Dům čp. 28